# ...to ćeš i požnjeti
...to ćeš i požnjeti je 27. epizoda redove edicije serijala Magični Vetar obјavljena u Lunov magnus stripu #1044. Epizoda je premijerno u Srbiji objavljena 21. januara 2025. Koštala je 370 dinara (3,16 €, 3,42 $). Epizoda je imala 94 strane. Izdavač јe bio Golkonda iz Beograda. Tiraž sveske bio je 3.000 primeraka. COBISS.SR-ID: 65937673, ISSN: 2812-9644. Epizoda je nastavak sveske LMS-1043 pod nazivom Ono što poseješ...

## Originalna epizoda
Ova epizoda je premijerno objavljena u Italiji kao #27. pod nazivom L'ultimo agguato 1. septembra 1999. godine. Nascrtali su je Barbati Giuseppe i Ramella Bruno, a scenario napisao Manfredi Đanfranko. Naslovnu stranu nacrtao je Andrea Venturi. Koštala je 3.500 lira.

## Prethodno objavljivanje ove epizode
Ova epizoda je već objavljena u #9 kolekcionarskog izdanja Magičnog Vetra u izdanju Golconde 2020. godine.

## Prethodna i naredna epizoda LMS
Prethodna epizoda LMS bila je sveska Magičnog Vetra pod nazivom Ono što poseješ... (LMS1043), a naredna Priča pod nazivom Kraj partije (LMS1045).